# غالب شعث
غالب شعث هو مخرج فلسطيني ولد عام 1935 في القدس وهجّر وعائلته إلى غزة إثر النكبة عام 1948، وتوفي في القاهرة عام 2022.

## سيرته
درس غالب شعث هندسة العمارة في جامعة القاهرة، قبل عمله بعض الوقت في السعودية، ثم حصوله على دبلوم الهندسة من فيينا عام 1963 ودبلوم في الإخراج من معهد السينما في فيينا عام 1967، التي كانت محطّة شديدة الأهمية في سيرته المهنية والشخصية، ففيها شاهد أفلاما وتعرّف على فضاءات فنية أوروبية عالية، غير أن مشاهدته أفلاما تُناصر الصهيونية هناك جعلته يتّجه إلى دراسته العليا في السينما والإخراج، وقد حاز شهادته في 1967، عام النكسة التي تعرّف قبلها على حركة فتح في أوروبا وانتسب إليها.
أحرز تجربةً مهنيةً مهمةً في التلفزيون المصري، عندما أنجز تمثيلياتٍ وسهرات، قبل إخراجه فيلمه الروائي الوحيد، والذي اشتُهر به طويلا «الظلال في الجانب الآخر» (محمود ياسين، نجلاء فتحي، مديحة كامل، إنتاج 1974)، والذي منعته الرقابة أولا، قبل أن تجيزَه بعد نيله جائزة في مهرجان في تشيكوسلوفاكيا. أسس مع مجموعة من المخرجين المصريين “جماعة السينما الجديدة” في السبعينيات وأسهم خلال مسيرته الفنية في التأسيس لتيار السينما الفلسطينية في لبنان مع مؤسسة صامد، كما عمل على ترجمة بعض سيناريوهات الأفلام إلى العربية وحاز عدة جوائز عن فيلمه «الظلال في الجانب الآخر» للكاتب محمود دياب، وفيلم «يوم الأرض» و«المفتاح».

## الوفاة
توفي غالب شعث صباح يوم الأحد الموافق 17 تموز/يوليو 2022 في القاهرة عن عمر ناهز 88 عامًا.

## روابط خارجية
- غالب شعث على موقع IMDb (الإنجليزية)
- غالب شعث على موقع قاعدة بيانات الأفلام العربية